# Maison Proveléggios
La maison Proveléggios (grec moderne : οικία Προβελέγγιου) est une maison située dans le quartier de Metaxourgeío, à Athènes, en Grèce.

## Emplacement
L'édifice est situé au numéro 24 de la rue Müller (grec moderne : Οδός Μυλλέρου), au niveau du croisement avec la rue Keramikoú (grec moderne : Οδός Κεραμικού), dans le quartier de Metaxourgeío, à Athènes.

## Histoire et description
Construite entre 1834 et 1835, cette demeure, d'apparence modeste, s'inscrit dans la lignée des premières battisses athéniennes datant de la période ayant suivi l'indépendance de la Grèce. Elle fait partie d'un ensemble de demeures construites dans les environ des quartiers contemporains d'Omónia et de Keramikós, initialement prévus comme emplacement du futur palais royal d'Athènes. Initialement propriété de la famille Bozzari, elle est par la suite achetée par la famille Proveléggios. Vers la fin du XXe siècle, l'édifice est transformé en squat de jeunes anarchistes, sous la tolérance du propriétaire des lieux à l'époque, l'architecte Aristoménis Proveléggios. Après la mort de ce dernier, le squat est évacué et l'édifice subit des travaux de rénovation, avec notamment l'ajout d'un étage supplémentaire, ainsi que divers ornements décoratifs d'architecture néo-classique, pourtant, en contraste avec l'apparence initiale modeste de la demeure.